# Associazione Nuotatori Brescia
Associazione Nuotatori Brescia é um clube de polo aquático italiano da cidade de Brescia.'

## História
Associazione Nuotatori Brescia foi fundado em 1973.

## Títulos
- LEN Euro Cup
  - 2001-02, 2002–03, 2005–06, 2015-16
- Liga Italiana
  - 2002-03
- Coppa Italia
  - 2011-12